# Polekėlė
Polekėlė (hist., pol. Paleczki, Pałeczki, Dowiatów, Dowiattowo) – wieś na Litwie w rejonie radziwiliskim okręgu szawelskiego, 12 km na południowy zachód od Radziwiliszek.

## Historia

### Nazwa i własność
Dawna nazwa dóbr to „Pałeczki”. Około przełomu XVII i XVIII wieku majątek ten nabyła rodzina Dowiattów (Wiłłojć-Dowiattów) herbu Gryf i zmieniła jego nazwę na Dowiattowo. Jerzy Dowiatt (prawdopodobnie sędzia grodzki szawelski) wzniósł tu drewniany kościół w XVIII wieku. W rękach jego męskich potomków majątek pozostawał przez dwa stulecia. W pierwszym dwudziestoleciu XX wieku właścicielami majątku byli bracia Jerzy (1875–?) i Włodzimierz Dowiatt (1876–?). Ostatnią właścicielką majątku była ich siostra Ewelina (~1880–1965), która w 1912 roku wyszła za Aleksandra Lubomirskiego (1890–?) herbu Drużyna, polskiego urzędnika państwowego.
Około 1880 roku majątek liczył 74 włóki (ok. 1330 ha) i obejmował również folwarki Sutkiszki i Poltyny, na przełomie XIX i XX wieku – 1517 dziesięcin (ok. 1660 ha), około 1908 roku – 2005 dziesięcin (ok. 2190 ha).
W XIX wieku na terenie dóbr wokół kościoła filialnego parafii szawelskiej rozwinęło się miasteczko Paleczki. Od początku XX wieku budowano tu szkołę, ale szkoła podstawowa została uruchomiona dopiero w 1935 roku, działała do 2001 roku. Funkcjonowało tu też liceum.
Obecna nazwa wsi obowiązuje od 1924 roku.
W latach 1956–1992 funkcjonował tu kołchoz, później, do 1996 roku działało przedsiębiorstwo rolnicze Čiuteliai.

### Przynależność administracyjna
Po III rozbiorze Polski w 1795 roku Dowiattowo, wcześniej wchodzące w skład Księstwa Żmudzkiego Rzeczypospolitej znalazło się na terenie powiatu szawelskiego guberni kowieńskiej Imperium Rosyjskiego. W II połowie XIX wieku należało do gminy Szawlany, parafii szawlańskiej. 10 października 1920 roku na podstawie umowy suwalskiej przyznano je Litwie, która w okresie 1940–1990, jako Litewska Socjalistyczna Republika Radziecka, wchodziła w skład ZSRR.

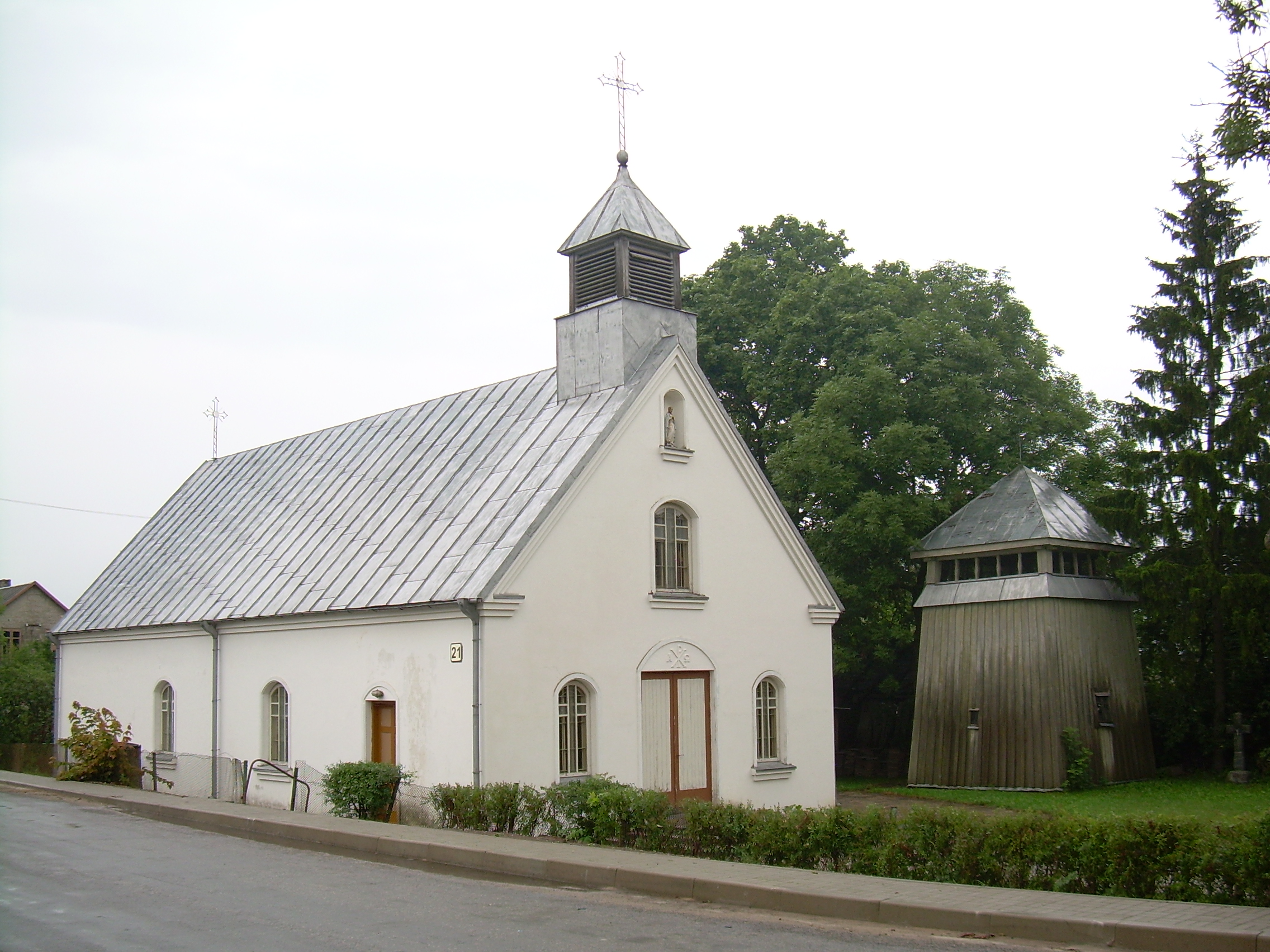
Kościół pw. Serca NMP i stara dzwonnica, 2006

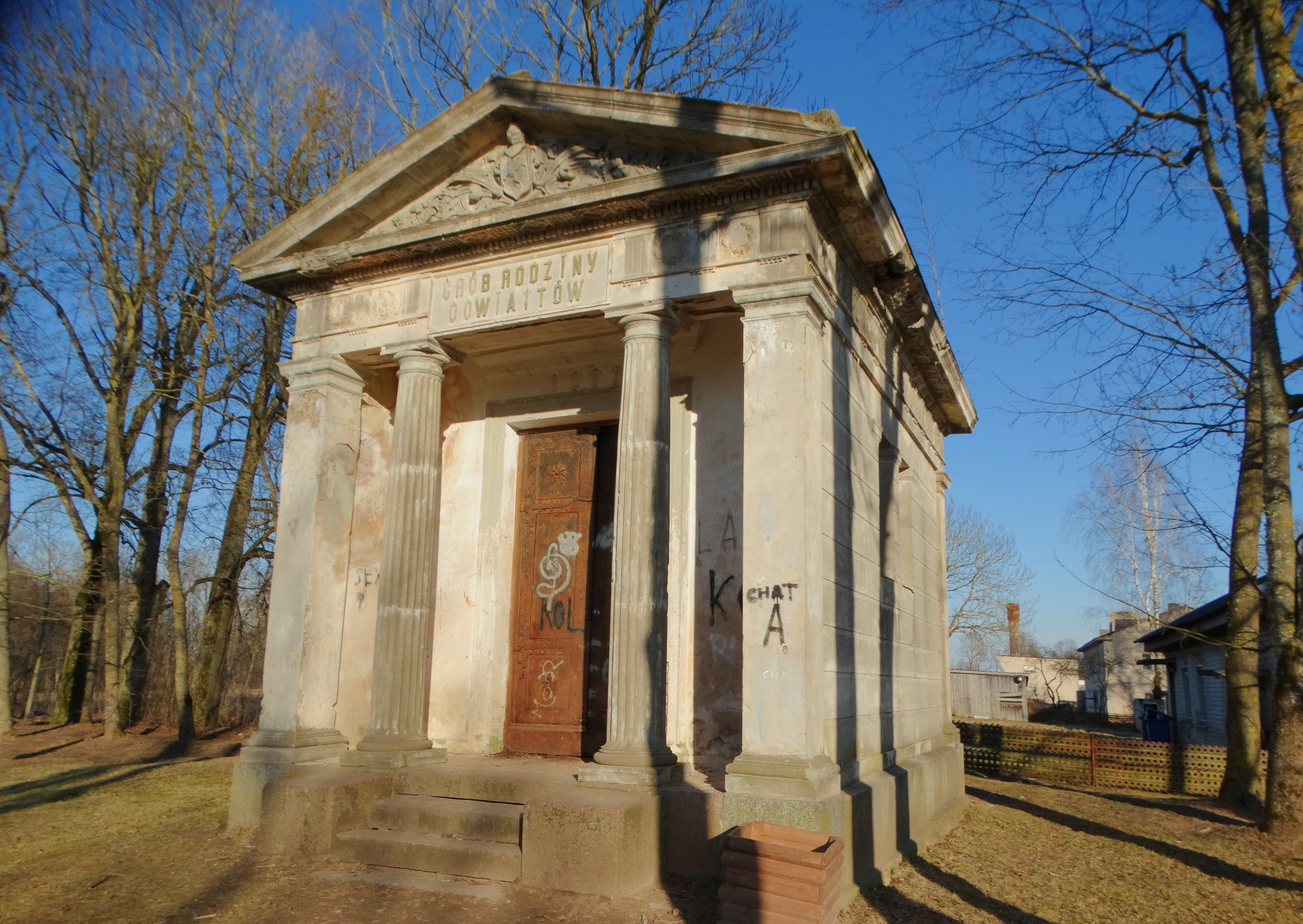
Kaplica grobowa Dowiattów, 2015

| rok  | liczba ludności |
| ---- | --------------- |
| 1820 | 74              |
| 1902 | 117             |
| 1923 | 12              |
| 1959 | 176             |
| 1970 | 287             |
| 1979 | 304             |
| 1986 | 321             |
| 1989 | 373             |
| 2001 | 342             |
| 2011 | 274             |

## Dwór
Prawdopodobnie pierwszy tutejszy dwór Dowiattowie wybudowali w XVIII wieku. Był to drewniany, parterowy dom. W XIX wieku wzniesiono tu nowy, również drewniany dwukondygnacyjny dwór (lub pałac), z dużą werandą. Dwór otoczony był starodrzewiem, ogrodem truskawkowym, sadami, rabatami kwiatowymi, parkiem z lipowo-dębowymi alejami i kilkoma stawami, w których hodowano z karasie i okonie. Oba budynki dworskie przetrwały co najmniej do 1961 roku, kiedy urządzono w jednym z nich dom kultury, jednak gdy nie zostały uznane za zabytek, zostały rozebrane (prawdopodobnie około 1995 roku) na materiał budowlany przez okoliczną ludność.
W drugiej połowie XIX  wieku obok dworu istniała piękna oranżeria i urządzony przez dziedzica zakład hydropatyczny.

## Kościół i kaplica
Zbudowany przez Jerzego Dowiatta w 1791 roku kościół pw. Serca Najświętszej Marii Panny został wyremontowany w latach 30. XX wieku, jednak spłonął 2 marca 1939 roku. Zachowała się jedynie stojąca osobno, stara drewniana dzwonnica. Budowę nowego kościoła rozpoczęto w czasie II wojny światowej, budowę ukończono w 1977 roku. Jest to tynkowany budynek na planie prostokąta, z wieżą.
W 1893 roku Dowiattowie wznieśli nieopodal grobową kaplicę rodzinną. Stoi ona obecnie w centrum wsi, obok jednego z dwóch wiejskich barów. Nad wejściem do kaplicy na marmurowej tablicy widnieje napis w języku polskim: Grób rodziny Dowiattów i data 1893. Jest to klasycystyczny budyneczek, na planie prostokąta, parterowy, z piwnicą grobową. Przed kaplicą są trzystopniowe, granitowe schody. Drzwi metalowe podwójne, z kutymi zdobieniami i okuciami kowalskimi. Ściany z ciosanych kamieni polnych, podmurówka z cokołem z ciosanego granitu. Kształt dachu jest dwuspadowy. Wnętrze jest jednoizbowe, z wejściem od strony zachodniej i prostokątnym otworem na piwnicę pogrzebową w podłodze. W tylnej ścianie kaplicy znajduje się półkolista wnęka. Dwie kolumny o przekroju prostokątnym zostały wymurowane i otynkowane w narożach ściany wschodniej. Dekorację sufitów i ścian stanowią profilowane gzymsy na szczycie ścian.
Elewacja frontowa imituje portyk: dwie środkowe żłobione kolumny korynckie oraz dwie kolumny boczne o przekroju prostokąta podtrzymujące szczyt z reliefowo zdobionym fryzem i gzymsem zakończonym trójkątnym frontonem, a w nim zdobiony herb rodziny Dowiattów z wieloma ozdobnymi motywami.
W czasach radzieckich planowano urządzenie w kaplicy karczmy lub grilla. W latach 1970–1973 wydobyto z piwnicy mauzoleum trumny i pochowano je na pobliskim cmentarzu. Wśród przeniesionych zmarłych był brat ostatnich właścicieli, Jan Dowiatt (1877–?). Budowniczy karczmy zdołali zbudować w niej podstawę barku i kominek, jednak ostatecznie nie doszło do jej otwarcia. Obecnie żelazne drzwi do kaplicy są zaspawane.
Kaplica została częściowo zrekonstruowana w 1975 roku, od roku 1993 jest zarejestrowana w Rejestrze Dziedzictwa Kulturowego Litwy.